# Kite (Georgia)
Kite è un comune degli Stati Uniti d'America, situato nello Stato della Georgia, nella contea di Johnson.